# (1519) Kajaani
(1519) Kajaani est un astéroïde de la ceinture principale.

## Description
(1519) Kajaani est un astéroïde de la ceinture principale. Il fut découvert le 15 octobre 1938 à Turku par Yrjö Väisälä. Il présente une orbite caractérisée par un demi-grand axe de 3,12 UA, une excentricité de 0,24 et une inclinaison de 12,6° par rapport à l'écliptique.

## Compléments